# Earl Temple of Stowe

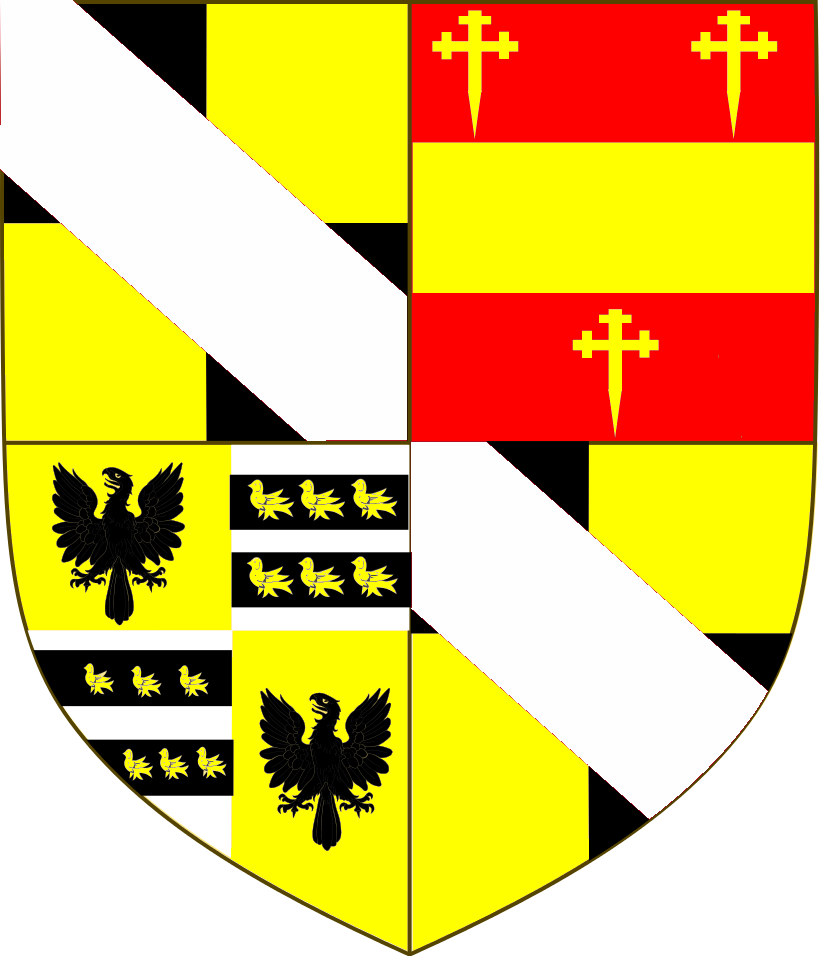
Wappen des Earl Temple of Stowe

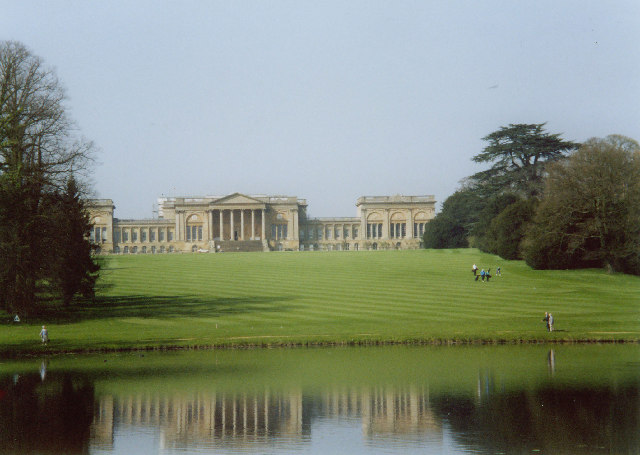
Stowe House 2002

Earl Temple of Stowe, in the County of Buckingham, ist ein erblicher britischer Adelstitel in der Peerage of the United Kingdom.

## Verleihung und besondere Erbregelung
Er wurde am 4. Februar 1822 für Richard Temple-Nugent-Brydges-Chandos-Grenville, 2. Marquess of Buckingham geschaffen, der zugleich zum Marquess of Chandos und Duke of Buckingham and Chandos erhoben wurde.
Die Namensgebung des Earldoms leitet sich von Stowe House in Buckinghamshire ab, dem damaligen Familiensitz der Dukes of Buckingham and Chandos.
Die Vererbbarkeit der Titel war durch einen besonderen Zusatz (Special Remainder) in der Verleihungsurkunde (Letters Patent) besonders geregelt. Während die Titel des Marquess und des Dukes nur an direkte legitime männliche Nachfahren von Richard Temple-Nugent-Brydges-Chandos-Grenville vererbbar waren, konnte der Titel des Earl Temple of Stowe in Ermangelung eigener männlicher Nachfahren an die männlichen Nachfahren seiner verstorbenen Urgroßmutter Hester Grenville, 1. Countess Temple vererbt werden, sowie nach dem Aussterben dieser Linie an seine Enkelin Lady Anna Eliza Grenville, Tochter seines Sohnes Richard Temple-Nugent-Brydges-Chandos-Grenville, und ihre männlichen Nachkommen. Nach dem Aussterben dieser Linie war wiederum ein Vererben an damals noch ungeborene jüngere Schwestern von Lady Anna Eliza Grenville und deren männliche Nachkommen möglich, wobei sie jedoch schließlich keine weiteren Schwester hatte.

## Weitere Geschichte des Titels
Der Titel des Earls blieb bis zum Tod des Enkels des 1. Duke, Richard Temple-Nugent-Brydges-Chandos-Grenville, 3. Duke of Buckingham and Chandos, ein nachgeordneter Titel des Dukes. Als dieser am 26. März 1889 starb, erloschen der Titel des Duke of Buckingham and Chandos sowie die nachgeordneten Titel, Marquess of Buckingham, Marquess of Chandos, Earl Nugent und Earl Temple. Seine nachgeordneten Titel Viscount Cobham und Lord Kinloss fielen an andere Verwandte. Den Titel Earl Temple of Stowe erbte entsprechend dem besonderen Zusatz sein Neffe William Temple-Gore-Langton als 4. Earl. Dieser war der älteste Sohn der oben genannten Lady Anna Eliza Grenville und deren Ehemannes William Gore-Langton.
Der 4. Earl Temple of Stowe war zuvor unter seinem Geburtsnamen William Stephen Gore-Langton für die Conservative Party Mitglied des House of Commons, in dem er den Wahlkreis Mid Somerset vertrat. Durch eine Königliche Genehmigung (Royal Licence) nahm er 1892 zusätzlich den Familiennamen Temple an. Er wurde durch seinen ältesten Sohn als 5. Earl beerbt. Nachdem dieser kinderlos verstorben war, erbte sein Neffe den Titel als 6. Earl. Dieser war der älteste Sohn von Hauptmann Chandos Graham Temple-Gore-Langton, dem zweitältesten Sohn des 4. Earls Temple of Gore. Da der 6. Earl nur zwei Töchter hatte, fiel der Titel bei seinem Tod 1966 an seinen jüngeren Bruder als 7. Earl. Dieser war jedoch als reisender Kaufmann in Australien tätig und nutzte den Titel nicht. Zudem war er nicht verheiratet, so dass der Titel an seinen Cousin als 8. Earl fiel. Dieser war ein Sohn von Evelyn Arthur Grenville Temple-Gore-Langton, dem dritten und jüngsten Sohn des 4. Earl Temple of Stowe. Nach dem Tod des 8. Earl Temple of Stowe erbte dessen Sohn James Grenville Temple-Gore-Langton den Titel des 9. Earl Temple of Stowe. Dieser ist zugleich erbberechtigt auf den Titel des Lord Kinloss, der zurzeit von Teresa Freeman-Grenville, 13. Lady Kinloss getragen wird.
Da der Earl Temple of Stowe keinen nachgeordneten Titel führt, verwendet der älteste Sohn des jeweiligen Earls als dessen Titelerbe (Heir apparent) den erfundenen Höflichkeitstitel Lord Langton.

## Liste der Earls Temple of Stowe (1822)
- Richard Temple-Nugent-Brydges-Chandos-Grenville, 1. Duke of Buckingham and Chandos, 1. Earl Temple of Stowe (1776–1839)
- Richard Plantagenet Temple-Nugent-Brydges-Chandos-Grenville, 2. Duke of Buckingham and Chandos, 2. Earl Temple of Stowe (1797–1861)
- Richard Plantagenet Campbell Temple-Nugent-Brydges-Chandos-Grenville, 3. Duke of Buckingham and Chandos, 3. Earl Temple of Stowe (1823–1889)
- William Stephen Temple-Gore-Langton, 4. Earl Temple of Stowe (1847–1902)
- Algernon William Stephen Temple-Gore-Langton, 5. Earl Temple of Stowe (1871–1940)
- Chandos Temple-Gore-Langton, 6. Earl Temple of Stowe (1909–1966)
- Ronald Stephen Brydges Temple-Gore-Langton, 7. Earl Temple of Stowe (1910–1988)
- Walter Grenville Algernon Temple-Gore-Langton, 8. Earl Temple of Stowe (1924–2013)
- James Grenville Temple-Gore-Langton, 9. Earl Temple of Stowe (* 1955)

Mutmaßlicher Titelerbe (Heir Presumptive) ist der Bruder des aktuellen Titelinhabers, Hon. Robert Chandos Grenville Temple-Gore-Langton (* 1957).